# Matilde Rodríguez Larreta
Matilde Ester Rodríguez Larreta y Piñeyrúa (Montevideo, 1941) es una política uruguaya perteneciente al Partido Nacional.

## Biografía
Casada en 1961 con el diputado Héctor Gutiérrez Ruiz, tuvieron 5 hijos: Juan Pablo, Facundo, Magdalena, Marcos y Mateo. Es media hermana del autor y director de teatro Antonio Larreta.
En 1976, su esposo es asesinado en Buenos Aires, en plena dictadura. Una vez retornada la democracia en Uruguay, Matilde se opone a la Ley de Caducidad sancionada a fines de 1986; en 1987, junto con Elisa Delle Piane de Michelini y María Ester Gatti de Islas, presiden la Comisión Nacional Pro Referéndum creada para promover la revocación de dicha ley.
En las elecciones de noviembre de 1989 encabezó la lista a diputados por el Movimiento Nacional de Rocha; aparecía en la propaganda televisiva, donde terminaba con la proclama los principios, usted lo sabe: no se negocian; resultó elegida para el periodo 1990-1995. En las elecciones de 1994 se postuló sin éxito al Senado con lista propia. 
El 10 de diciembre de 2001 participó en la ceremonia de inauguración del Memorial de Recordación de los Detenidos Desaparecidos en el Cerro de Montevideo. 
En 2004 acompañó la candidatura de Jorge Larrañaga. En 2006 fue propuesta como candidata a Defensor del Vecino de Montevideo.
En 2010 fue elegida concejal del Municipio CH de Montevideo tras ser candidata a la alcaldía de dicho municipio. En 2016 fue declarada Ciudadana Ilustre de Montevideo.